# Enicospilus pallidus
Enicospilus pallidus là một loài tò vò trong họ Ichneumonidae.